# 中国先进研究堆
中国先进研究堆由中国原子能科学研究院自主研发建造的一座中子束流研究堆反應器，热功率60兆瓦，2010年5月实现首次临界。在同类中子束流研究堆中其主要技术指标位居于世界前列和亚洲第一。本爐並沒有發電能力，是專用於產生輻射環境以測試材料。
1999年11月規劃完成，2001年設計完成，2002年4月国防科工委審批8月開工，2007年完工。
2012年3月1日8时16分，先进研究堆實現滿功率運轉。該反應爐用於研究中子散射、燃料与材料的辐照等專案，例如比较大、厚的飛機发动机叶轮，要观察焊接方面的隐患一般X光不能探伤，而中子流可以。